# Koszykówka na wózkach na Letnich Igrzyskach Paraolimpijskich 2008

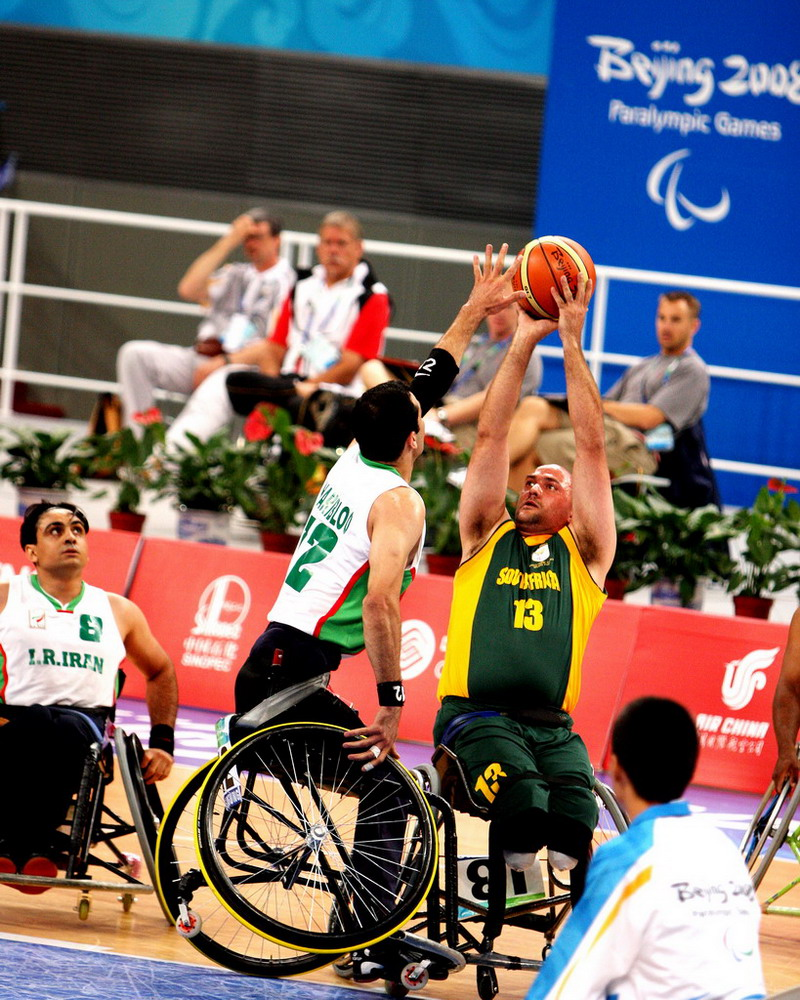

Turniej koszykówki na wózkach na Letnich Igrzyskach Paraolimpijskich 2008 odbywał się w dniach 7 - 16 września w Hali Uniwersytetu Nauki i Techniki w Pekinie.

## Obiekty
| Obiekt                             | Miasto | Funkcja           |
| Hala Uniwersytetu Nauki i Techniki | Pekin  | Zawody i treningi |

## Konkurencje
- Turniej mężczyzn (12 drużyn)
- Turniej kobiet (10 drużyn)

## Klasyfikacja niepełnosprawności
W zawodach mogą wystąpić zawodnicy którzy ruszają się na wózkach inwalidzkich.

## Program
| Siatkówka |  |  |  |  |  |  |  |  |  | F | F |  |

15 września
- Turniej kobiet

16 września
- Turniej mężczyzn

## Medale
| Konkurencja      | Złoto | Srebro | Brąz |
| Turniej mężczyzn | Australia Dylan Alcott Brendan Dowler Justin Eveson Michael Hartnett Adrian King Tristan Knowles Grant Mizens Brad Ness (kapitan) Shaun Norris Troy Sachs Tige Simmons Brett Stibners Trener: Benjamin Ettridge                            | Kanada Patrick Anderson Jaimie Borisoff (kapitan) Abditatch Dini David Durepos David Eng Robert Hedges Joey Johnson Adam Lancia Ross Norton Richard Peter Yvon Rouillard Chris Stoutenberg Trener: Mile Frogley               | Wielka Brytania Joseph Bestwick Andrew Blake Simon Brown Matthew Byrne Terence Bywater Peter Finbow Jonathan Hall Kevin Hayes Abdillah Jama Simon Munn Ade Orogbemi Jon Pollock (kapitan) Trener: Sinclair Thomas         |
| Turniej kobiet   | Stany Zjednoczone Sarah Castle Patty Cisneros (kapitan) Loraine Gonzales Carlee Hoffman Emily Hoskins Mary Allison Milford Becca Murray Alana Nichols Christina Ripp Jen Ruddell Natalie Schneider Stephanie Wheeler Trener: Ronald Lykins | Niemcy Alke Behrens Maren Butterbrodt Annette Kahl (kapitan) Britta Kautz Simone Kues Birgit Meitner Marina Mohnen Edina Anita Muller Nora Schratz Gesche Schunemann Nicole Seifert Annika Zeyen Trener: Holger Ingo Glinicki | Australia Clare Burzynski Shelley Chaplin Cobi Crispin Melanie Domaschenz Kylie Gauci Melanie Hall Katie Hill Bridie Kean Tina McKenzie Kathleen O'Kelly-Kennedy Sarah Stewart Liesl Tesch (kapitan) Trener: Gerry Hewson |